# Ołena Buriak
Ołena Buriak (ukr. Олена Буряк, ur. 8 lutego 1988 w Mikołajowie) – ukraińska wioślarka.

## Osiągnięcia
- Mistrzostwa Świata Juniorów – Banyoles 2004 – czwórka podwójna – 2. miejsce[1].
- Mistrzostwa Świata – Eton 2006 – czwórka podwójna – 6. miejsce[1].
- Mistrzostwa Świata U-23 – Glasgow 2007 – dwójka podwójna – 4. miejsce[1].
- Mistrzostwa Świata – Monachium 2007 – dwójka podwójna – brak[1][2].
- Mistrzostwa Świata U-23 – Račice 2009 – czwórka podwójna – 1. miejsce[1].
- Mistrzostwa Europy – Brześć 2009 – ósemka – 3. miejsce[1].
- Mistrzostwa Europy – Montemor-o-Velho 2010 – czwórka podwójna – 1. miejsce[1].
- World Games 2017 – Wrocław 2017 – Ergometr wioślarski na dystansie 500 m w kategorii open – 1. miejsce[3].
- World Games 2017 – Wrocław 2017 – Ergometr wioślarski na dystansie 2000 m w kategorii open – 1. miejsce[3].